# Cosigüina
Cosigüina is een stratovulkaan in het departement Chinandega in het westen van Nicaragua. Het vormt een groot schiereiland dat zich uitstrekt in de Golf van Fonseca. De hoogte van de berg is 872 meter. De top wordt afgekapt door een grote caldera van 2 bij 2,4 kilometer in diameter en 500 meter diep, en heeft een kratermeer (Laguna Cosigüina). Deze kegel is gegroeid binnen een eerdere caldera en vormt een sommavulkaan. De vroegere kraterrand van de caldera is aan de noordzijde nog steeds zichtbaar, maar is elders begraven door de jongere kegel.

## Activiteit
De vulkaan barstte voor het laatst uit in 1859, maar de meest bekende activiteit vond plaats op 20 januari 1835. Toen zorgde het voor de grootste historische uitbarsting in Nicaragua. As van de uitbarsting uit 1835 is gevonden in Mexico, Costa Rica en Jamaica. Volgens een analyse door Berkeley Earth Surface Temperature zorgde de uitbarsting in 1835 voor een tijdelijke daling van de gemiddelde landtemperatuur van de aarde van ongeveer 0,75 graden Celsius.
Sinds 1859 is de vulkaan niet uitgebarsten. In 2002 werd er in de buurt van Cosigüina een aardbevingenzwerm gemeten, die aangeeft dat de tektonische krachten nog steeds actief zijn in de regio. Dit ondanks dat de vulkaan enigszins geïsoleerd ligt van de lijn van meer recent actieve vulkanen van Centraal-Amerika in het noordwesten en zuidoosten. De enige indicatoren van hydrothermale activiteit bij de vulkaan worden met tussenpozen waargenomen in de vorm van gasbellen in Laguna Cosigüina en een warmwaterbron langs de oostelijke flank van de vulkaan. De tamelijk uniforme vegetatie aan de zijkanten van de vulkaan getuigt ook van een algemeen gebrek aan broeikasgassen of "hot spots".

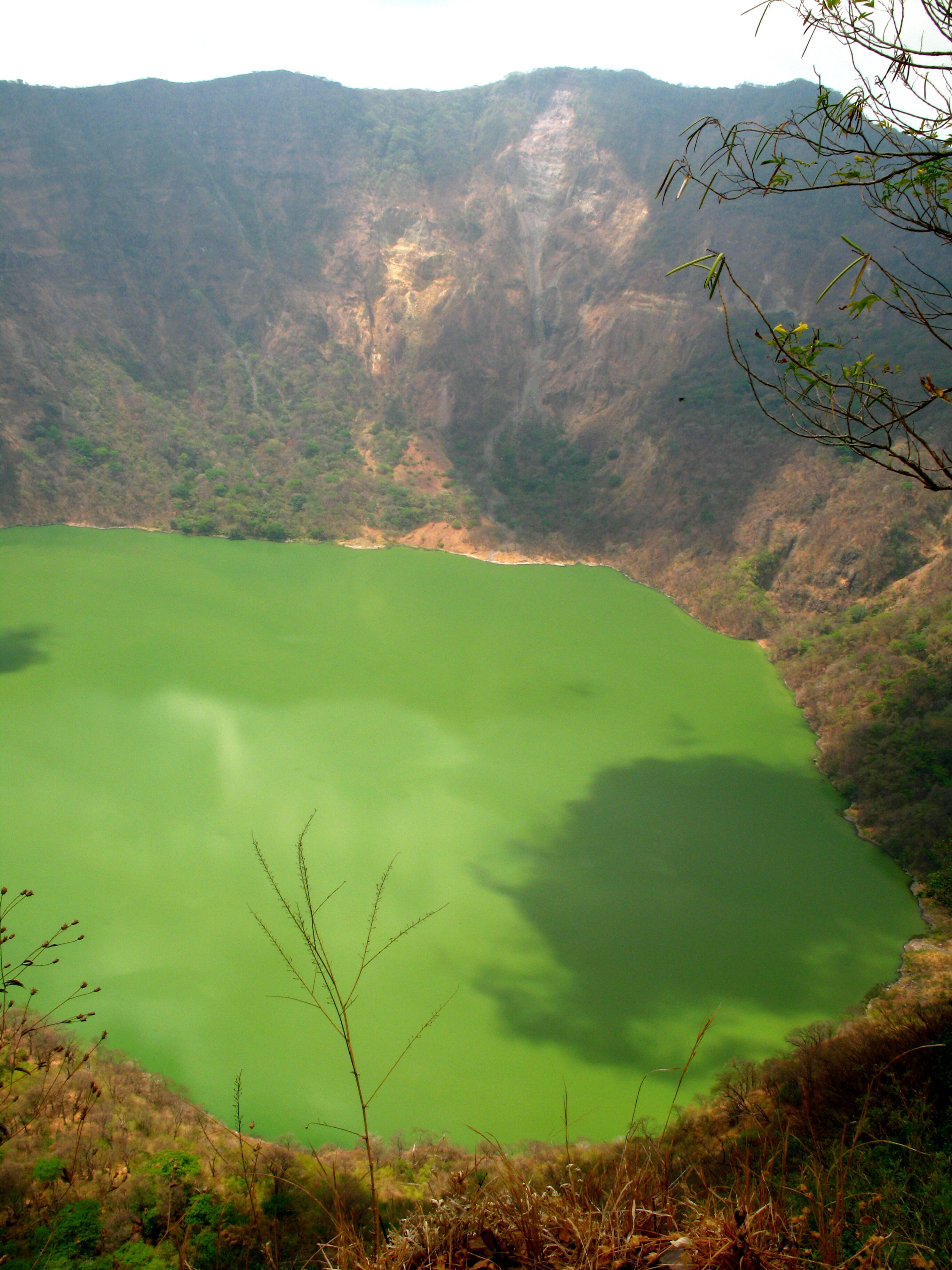
Het kratermeer